# Dipartimento di Djérem
Il dipartimento di Djérem è un dipartimento del Camerun nella regione di Adamaoua.

## Centri abitati
Il dipartimento è suddiviso in 2 comuni:
- Ngaoundal
- Tibati